# 쐐기풀 수프

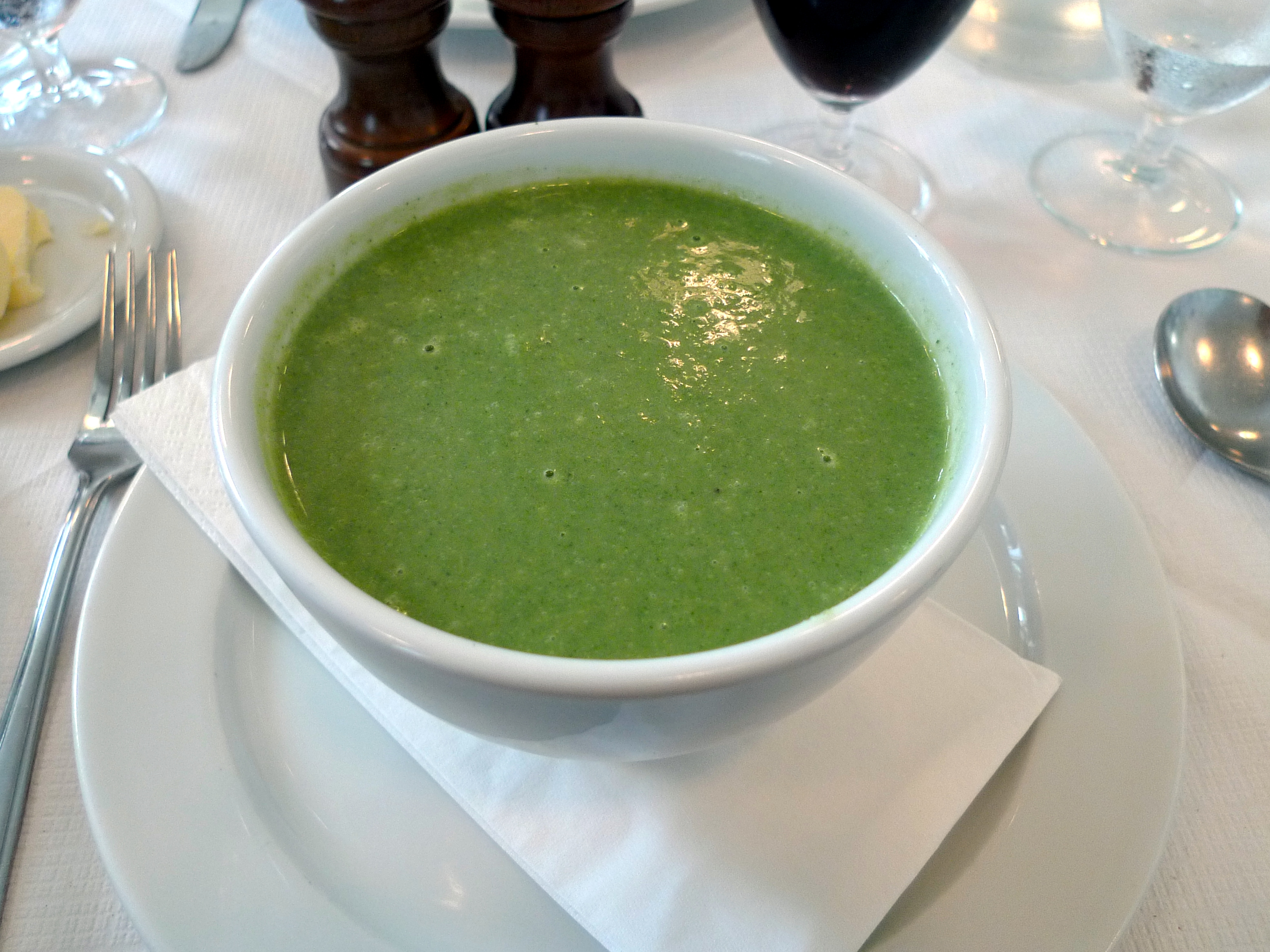

쐐기풀 수프(nettle soup)는 서양쐐기풀을 쑤어 만든 수프다. 주로 봄에서 초여름에 쐐기풀 순을 뜯어모아서 만들어 먹었다. 스칸디나비아, 이란, 아일랜드, 동유럽에서는 아직도 쐐기풀죽을 전통음식으로 먹고 있다.